# Плита Горда

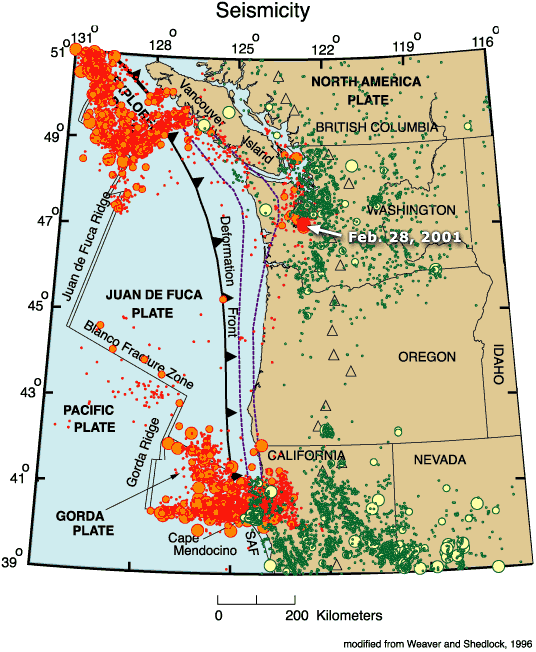
Схема розташування плити Горда і сусідньої плити Хуан-де-Фука. Плити зазнають субдукцію під Північно-Американську плиту

Плита Горда океанічна тектонічна плита розташована під Тихим океаном на півночі Каліфорнії, - один з північних залишків плити Фараллон..
Східний край - має конвергентну границю в зоні субдукції під Північноамериканську плиту у північній Каліфорнії. Південний край має трансформаційну границю з Тихоокеанською плитою вздовж розлому Сан-Андреас . Західний край має дивергентну границю з Тихоокеанською плитою утворюючи хребет Горда. Північний край має трансформаційну границю з плитою Хуан-де-Фука, іншим залишком плити Фараллон. Занурюючись плита Горда утворює вулкани Північної Каліфорнії — гора Шаста і пік Лассен. Пік Лассен востаннє мав виверження у 1914-1917.